# Kolo roku

Sluneční kříž, symbol často používaný pro vyjádření Kola roku

Kolo roku je cyklus výročních svátků zahrnujících celkem osm slavností a to o slunovratech, rovnodennostích a čtyřech dnech mezi předchozími daty. v nichž je datována v jednotlivých údobích oslava hodů. Původně se jedná o wiccanský koncept, složený ze svátků keltského a germánského původu, později jej však v mnoha případech přijaly a přizpůsobily jiné novopohanské tradice.
Následuje přehled svátků Kola roku v různých tradicích, v praxi však může být velmi odlišný:
- především u etnických tradic mohou být s uvedenými daty svázány jiné svátky, uvedené příklady se týkají jednotlivců či skupin
- v keltské tradici rok začíná zpravidla Samainem
- některé svátky, typicky Beltane či Samain, se slaví v předvečer daného data
- svátky nesvázané se slunečním cyklem se někdy slaví o nejbližším úplňku
- některé svátky mohou být přesunuty na své lidové protějšky, například letní slunovrat na svatojánskou noc
- z praktických důvodů bývají někdy především skupinové oslavy přesunuty na víkend či jiné vhodné datum

| Datum                 | Wicca      | Neodruidismus  | Germánské novopohanství | Slovanské novopohanství |
| --------------------- | ---------- | -------------- | ----------------------- | ----------------------- |
| Zimní slunovrat       | Yule       | Meán Geimhridh | Yule                    | Hody                    |
| 2. únor               | Imbolc     | Imbolc         | Dísablót                | Velesův svátek          |
| Jarní rovnodennost    | Ostara     | Meán Earraigh  | Ostara                  | Vynášení Smrti          |
| 1. květen             | Beltain    | Beltaine       | Walpurgisnacht          | Slavnosti Jarovíta      |
| Letní slunovrat       | Litha      | Meán Samhraid  | Midsummarblót           | Kupadelné svátky        |
| 1. srpen              | Lughnasadh | Lughnasad      | Freysblót               | Perunův den             |
| Podzimní rovnodennost | Mabon      | Meán Fómhair   | Haustblót               | Dožínky                 |
| 1. listopad           | Samhain    | Samhain        | Vetrnaetr               | Mokošina slavnost       |